# Череповецкий завод металлоконструкций
ЗАО «Череповецкий завод металлоконструкций» (ЗАО «ЧЗМК») — производственное предприятие полного цикла по производству металлоконструкций промышленного и гражданского назначения. Одно из основных промышленных предприятий города Череповца.

## История
В 1962 году в городе Череповце началось возведение завода металлоконструкций. Завод был построен и введен в эксплуатацию в мае 1965 года. В 1984 году выпустил миллионную тонну металлоконструкций. За 45 лет работы изготовлено около полутора миллионов тонн металлоконструкций.

## Деятельность
Завод проектирует и производит стальные металлоконструкции. Производственная мощность завода составляет порядка 30 тысяч тонн металлоконструкций в год. Площадь заводских цехов составляет свыше 37 тысяч м.кв.
За время существования завода введено в действие свыше 4960 объектов, наиболее крупные из которых: объекты Череповецкого металлургического комбината, Череповецкий химический завод, Череповецкий азотно-туковый завод, ГПЗ-23 и Вологодский оптико-механический завод, спортивные комплексы «Олимпиады−80», ледовые дворцы спорта в Москве, Дмитрове и Череповце, объекты Чернобыльской, Игналинской и Курской АЭС и многие другие.
1. Завод имеет проблемы с прокуратурой города, не платит налоги, и задолжал работникам зарплату более, чем за 4 месяца. Зарплаты же на самом предприятии не превышают 15-20 тысяч у квалифицированного персонала и работников со стажем. Источник: http://orabote.net/feedback/show/id/220851